# Marcin Wyrostek
Marcin Wyrostek (ur. 16 września 1981 w Jeleniej Górze) – polski muzyk, akordeonista.

## Życiorys
Jest absolwentem Państwowej Szkoły Muzycznej I i II stopnia w Jeleniej Górze, absolwentem Akademii Muzycznej im. Karola Szymanowskiego w Katowicach w klasie akordeonu prof. Joachima Pichury. Obecnie (2022) wykładowca w macierzystej uczelni na Katedrze Akordeonu. Jest też członkiem Amerykańskiego Stowarzyszenia Akordeonistów.
W 2009 wygrał drugą edycję programu Mam talent!. 16 grudnia 2009 odbyła się premiera jego pierwszego albumu zatytułowanego Magia Del Tango. 13 stycznia 2010 roku album uzyskał status złotej płyty, a 3 marca 2010 status platynowej płyty. W lutym 2010 roku wydawnictwo uzyskało nominację do nagrody polskiego przemysłu fonograficznego Fryderyki w kategoriach Album Roku Muzyka Kameralna oraz Fonograficzny Debiut Roku.
Ważniejsze konkursy i wyróżnienia:

- I miejsce – II Dolnośląski Konkurs Akordeonowy Muzyki Rozrywkowej – Jelenia Góra 1993
- I miejsce – XI Międzynarodowy Festiwal Muzyki Akordeonowej Przemyśl 2002
- I miejsce – Międzynarodowy Konkurs Akordeonowy 2003 – Reinach AG (Szwajcaria)
- IX miejsce – Coupe Mondiale 2003 – Senior Virtuoso Entertainment – Sturovo-Estergom (Słowacja-Węgry)
- Stypendium Naukowe Ministra Kultury i Dziedzictwa Narodowego 2004/2005
- I miejsce – II Międzynarodowy Konkurs Rozrywkowej Muzyki Akordeonowej "Konfrontacje 2005" Częstochowa
- I miejsce – w kat. kameralnej – V Ogólnopolski Konkurs Akordeonowy – Muzyki Rozrywkowej i Popularnej – Giżycko 2005
- V miejsce – Międzynarodowy Konkurs Rozrywkowej Muzyki Akordeonowej Festiwal Amerykańskiego Stowarzyszenia Akordeonistów 2005 – Detroit (USA)
- I miejsce – V Międzynarodowe Spotkania Akordeonowe – Sanok 2008

Inne:

- Nominacje do Nagrody Akademii Fonograficznej „Fredyryk 2010” w dwóch kategoriach
- Nagroda Prezydenta RP – zasłużony w dziedzinie kultury 2010
- Nagroda Prezydenta Miasta Katowice – w dziedzinie kultury 2010
- Nagroda Marszałka Województwa Śląskiego za szczególne osiągnięcia dydaktyczno-wychowawcze
- Statuetka Festiwalu Sopot Top Trendy 2011
- Statuetka „Bestseller Empiku 2012”
- Statuetka „Promotor Polski” 2017 – Fundacji Teraz Polska

Działalność fonograficzna:

- album „Magia del Tango” 2009 rok – wyd. Polskie Radio Katowice
- album „Marcin Wyrostek Tango Coazon LIVE” – wyd. Marcin Wyrostek & Cufal Muzyczna Ofensywa
- album „Coloriage” 2012 rok – wyd. Kayax
- album „For Alice” 2015 rok – wyd. Marcin Wyrostek & Cufal - Muzyczna Ofensywa
- album „Polacc” 2018 rok – wyd. Marcin Wyrostek & Cufal - Muzyczna Ofensywa
- album „Harmonia Świąt” 2019 rok – wyd. Marcin Wyrostek & Cufal - Muzyczna Ofensywa

Założyciel i lider projektów: Tango Corazon, Coloriage, Music and Dance Show. Jest producentem i wydawcą własnych albumów, producentem tras koncertowych oraz koncertów galowych (m.in. Filharmonia Narodowa, NOSPR). 
Występował na różnych festiwalach muzycznych (m.in. Opole 2008’, 2014’, 2017’, Sopot, Era Schaeffera 2012, 2013, 2015, Warszawa Singera 2012’, 2013’, Timitar (Maroko), Gala TV - French Touch, Gala Teraz Polska, Womex ...), Prowadźi też koncerty poza granicami Polski. 
Podczas nagrań współpracował z wieloma dyrygentami (m.in. Jose Maria Florencio, Jerzym Maksymiukiem, Markiem Mośiem, Adamem Sztabą), instrumentalistami i solistami (m.in. Kayah, Dorotą Miśkiewicz, Bobbym McFerrinem, Nippy Noya, Marylą Rodowicz, Ireną Santor, Joanną Słowińską, Stanisławem Soyką), orkiestrami polskich filharmonii oraz orkiestrami kameralnymi (Elbląską Orkiestrą Kameralną, AUKSO - Orkiestrą Kameralną miasta Tychy, Sinfonietta Cracovia, Sinfonia Varsovia). 
Pełnił także funkcję kierownika muzycznego wielu wydarzeń telewizyjnych, m.in.: Gala Mistrzów Sportu w Teatrze Polskim w Warszawie 2012, Koncert Kolęd dla TVP2 w DMIT w Zabrzu 2013, Festiwal Filmowy NNW w Gdyni 2017. 
W 2017 dokonał prawykonania „Koncertu Opolskiego” Piotra Mossa z orkiestrą Filharmonii Opolskiej. 
W swoim dorobku muzycznym ma także szereg nagrań dla zagranicznych mediów: ZDF, FOX2, radia Zurich oraz wielu ośrodków medialnych w Polsce – Polsat, TVN, TVP, TVP Polonia, TVS jak i regionalnych rozgłośni Polskiego Radia i TV.

## Dyskografia
| 2009                           | Magia Del Tango - Data: 16 grudnia 2009 - Wydawca: Polskie Radio Katowice | 1  | - POL: 3x platynowa płyta |
| 2011                           | Marcin Wyrostek & Coloriage - Data: 15 listopada 2011 - Wydawca: Kayax    | 7  | - POL: 2x platynowa płyta |
| 2015                           | For Alice - Data: 14 lutego 2015 - Wydawca: Agora                         | 10 | - POL: złota płyta        |
| 2017                           | Polacc - Data: 20 października 2017 - Wydawca: Agora                      | —  |                           |
| 2019                           | Harmonia świąt - Data: 29 listopada 2019 - Wydawca: Agora                 | 45 |                           |
| "—" pozycja nie była notowana. |                                                                           |    |                           |

## Odznaczenia
- Złota Odznaka Honorowa Zasłużony dla Województwa Dolnośląskiego (2024)[20]